# T. Litovkina Anna
T. Litovkina Anna (teljes asszonynevén Tóthné Litovkina Anna) (1963. július 29. –) oroszországi születésű nyelvész, folklorista, pszichológus, coach, több mint 30 éve Magyarországon él.

## Életpályája
T. Litovkina Anna  (1963. július 29. –) oroszországi születésű nyelvész, folklorista, pszichológus, coach, több mint 30 éve Magyarországon él. Jelenleg a Selye János Egyetem (Komárno, Szlovákia) Angol nyelv és irodalom tanszék  docense. 
Az eddigi munkahelyei között felsorolhatóak: Pécsi Tudományegyetem, Kodolányi János Főiskola,  University of Information Technology and Management in Rzeszow (Rzeszow, Lengyelország), Tischner European University (Krakkó, Lengyelország), és néhány más európai egyetem és főiskola.
A néprajz tudományok kandidátusa, habilitált tanár, pszichológus, coach. A magyarországi, szlovákiai, lengyelországi és kazahsztáni egyetemeken változatos kurzusai közül szerepelnek legelsősorban  nyelvészeti, néprajzi, és pszichológia kurzusok. Önismereti tréningeket is tart. A témái közül: célok és sikerstratégiák, szokások, Life-Maximum, motiváció, prokrasztináció (halogatás), stressmentes produktívítás, és time-management.
Előadásokat  tartott több külföldi egyetemen és főiskolán, pl.: E.A. Buketov Karaganda State University (Kazahsztán); Università degli Studi di Firenze (Olaszország); University of Vic (Spanyolország); Partium Christian University (Románia); Artesis University College Antwerpen (Belgium); Oriel College, Oxford University (Egyesült Királyság); The University of Edinburgh (Egyesült Királyság); The University of Sheffield (Egyesült Királyság); University of Houston (USA); The University of Vermont (USA); Purdue University (USA). 
Fulbright kutatói ösztöndíjjal volt a University of California at Berkeley,  és Állami Eötvös kutatói  ösztöndíjjal volt az Oxford University Press-nél. 
A Nemzetközi Folklórlingvisztikai Kutatócsoport vezetője, az I., a II., a III., a IV., és az V. Magyar Interdiszciplináris Humorkonferencia fő szervezője.
Magyarországon és külföldön egyaránt elismert közmondás- és humorkutató. Tizenöt könyv szerzője/társszerzője. Tizenkét kötet társszerkesztője. Több, mint száz  tanulmányt és könyvfejezetet írt.

## Művei

### Könyvei
- (1999). (Wolfgang Miederrel együtt) Twisted Wisdom: Modern Anti-Proverbs. Burlington: The     University of Vermont, 254 pp. New edition: (2002). Twisted Wisdom: Modern Anti-Proverbs. DeProverbio.com:     Hobart,   Tasmania (Australia), 254     pp.
- (2000). A     Proverb a Day Keeps Boredom Away. Szekszárd–Pécs: IPF–Könyvek, 396 pp.
- (2004). Once     upon a Proverb: Old and New Tales Shaped by Proverbs. Szekszárd,     108 pp.
- (2005). Magyar     közmondástár. Budapest:  Tinta Könyvkiadó,     848 pp. Új kiadás: (2010). Magyar     közmondások nagy szótára. Budapest:  Tinta     Könyvkiadó, 848 pp.
- (2005). (Wolfgang     Miederrel együtt) „A közmondást nem hiába mondják”. Vizsgálatok a     proverbiumok természetéről és használatáról. Budapest:      Tinta Könyvkiadó, 204 pp.

- (2005). (Vargha Katalinnal együtt)  „Viccében él a nemzet”. Magyar közmondás-paródiák, Budapest, 102 pp.
- (2005). (Vargha Katalinnal együtt)  „Éhes diák pakkal álmodik”. Egyetemisták közmondás-elváltoztatásai, Budapest, 94 pp.
- (2006). (Vargha Katalinnal együtt)  „Viccében él a nemzet”. Válogatott közmondás-paródiák, Budapest: Nyitott Könyvműhely, 168 pp.

- (2006). (Wolfgang     Miederrel együtt) Old Proverbs Never Die, They Just Diversify: A     Collection of Anti-Proverbs. Burlington: The University of Vermont –     Veszprém: The Pannonian University of Veszprém, 416 pp.
- (2015). Teaching Proverbs and Anti-Proverbs. Komarnó: J. Selye     University, 160 pp.
- (2016).     “Do You Serve     Lawyers and Politicians Here?”: Stereotyped Lawyers and Politicians in Anglo-American Jokes and Anti-Proverbs, Komarnó: J. Selye University Faculty of     Education, 190 pp.
- (2017): Aki keres, az talál. Bibliai     közmondások szótára. Budapest:  Tinta     Könyvkiadó, 226 pp.
- (2017). Teaching Proverbs and Anti-Proverbs, Komarnó: J. Selye University Faculty of     Education, 260 pp.

- (2018). (Hrisztova-Gotthardt Hrisztalinával,  Barta Péterrel és Vargha Katalinnal): A közmondásferdítések ma: Öt nyelv antiproverbiumainak nyelvészeti vizsgálata. Budapest:  Tinta Könyvkiadó, 158 pp.
- (2019). Women through Anti-Proverbs. London: Palgrave Macmillan, 211 pp.
- (2019). (Farkas Edittel együtt) A bábeli zűrzavartól a salamoni bölcsességig. Bibliai szólások, szólásmondások és állandósult szókapcsolatok szótára. Budapest: Tinta Könyvkiadó, 318 pp.

### Szerkesztett kötetei
- (2007). (társszerkesztő: Carl Lindahl)  Acta Ethnographica Hungarica 52 on Anti-Proverbs in Contemporary Societies (1), 286 pp.
- (2008). (társszerkesztők: Daczi Margit és Barta Péter) Ezerarcú humor. Az I. Magyar Interdiszciplináris Humorkonferencia előadásai. Budapest: Tinta Könyvkiadó, 320 pp.
- (2009). (társszerkesztő: Barta Péterrel) Special issue of Acta Ethnographica Hungarica 54 (1)  on Humor and Folklore, 262 pp.
- (2010). (társszerkesztők: Barta Péter és Hidasi Judit):  A humor dimenziói. Budapest: Tinta Könyvkiadó – BGF, 260 pp.
- (2010). (társszerkesztők: Daczi Margités Barta Péter) Linguistics Shots at Humour. Cracow: Tertium Cracow, 231 pp.
- (2012) (társszerkesztők: Medgyes Péter, Judit Sollosy és Dorota Brzozowska) Hungarian Humour. Humor and Culture 3, Cracow: Tertium Society for the Promotion of Language Studies, 384 pp.
- (2013). (társszerkesztők: Zolczer Peter, Barta Peter és Puskas Andrea)  special issue of Eruditio–Educatio: Research Journal of the Faculty of Education of J. Selye University 2014/3 (Volume 9) on Humour in Contemporary Societies, 146 pp.
- (2013). (társszerkesztők: Vargha Katalin   és Barta Zsuzsanna) Sokszínű humor. A III. Magyar Interdiszciplináris Humorkonferencia előadásai. Tinta Könyvkiadó – ELTE Bölcsészettudományi Kar – Magyar Szemiotikai Társaság, 298 pp.
- (2013). (társszerkesztők: Vargha Katalin  és Barta Zsuzsanna) Sokszínű humor. A III. Magyar Interdiszciplináris Humorkonferencia előadásai. Tinta Könyvkiadó – ELTE Bölcsészettudományi Kar – Magyar Szemiótikai Társaság, 298 pp.
- (2016). (társszerkesztők: Boda-Ujlaky Judit,   Barta Zsuzsanna és Barta Péter) A humor nagyítón keresztül. Budapest: Tinta Könyvkiadó – Selye János Egyetem – ELTE Bölcsészettudományi Kar, 231 pp.
- (2016). (társszerkesztők: Zolczer Peter és  Barta Peter (Guest Editors): The European Journal of Humour Research (2016) 4(1), 125 pp.
- (2018). (társszerkesztők: Nemesi Attila László, Barta Zsuzsanna  és  Barta Péter) Humorstílusok és -stratégiák. Budapest: Tinta Könyvkiadó, 484 pp.

## Külső hivatkozások
- www.litovkina-anna.com